# Un jour au mauvais endroit
Un jour au mauvais endroit is een nummer van de Franse zanger Calogero uit 2014. Het is de eerste single van zijn zesde studioalbum Les Feux d'artifice.
Het nummer is een eerbetoon aan Sofiane Tadbirt en Kévin Noubissi, twee 20-jarigen die op 28 september 2012 zijn vermoord in het district Granges in Échirolles, een voorstad van Grenoble. Calogero is in ditzelfde district geboren. "Un jour au mauvais endroit" werd een grote hit in Frankrijk, waar het de 4e positie behaalde. Ook in Wallonië werd het nummer een grote hit. In Vlaanderen moest het nummer het echter met een 82e positie in de Tipparade stellen.